# Västra Vallgatan 53

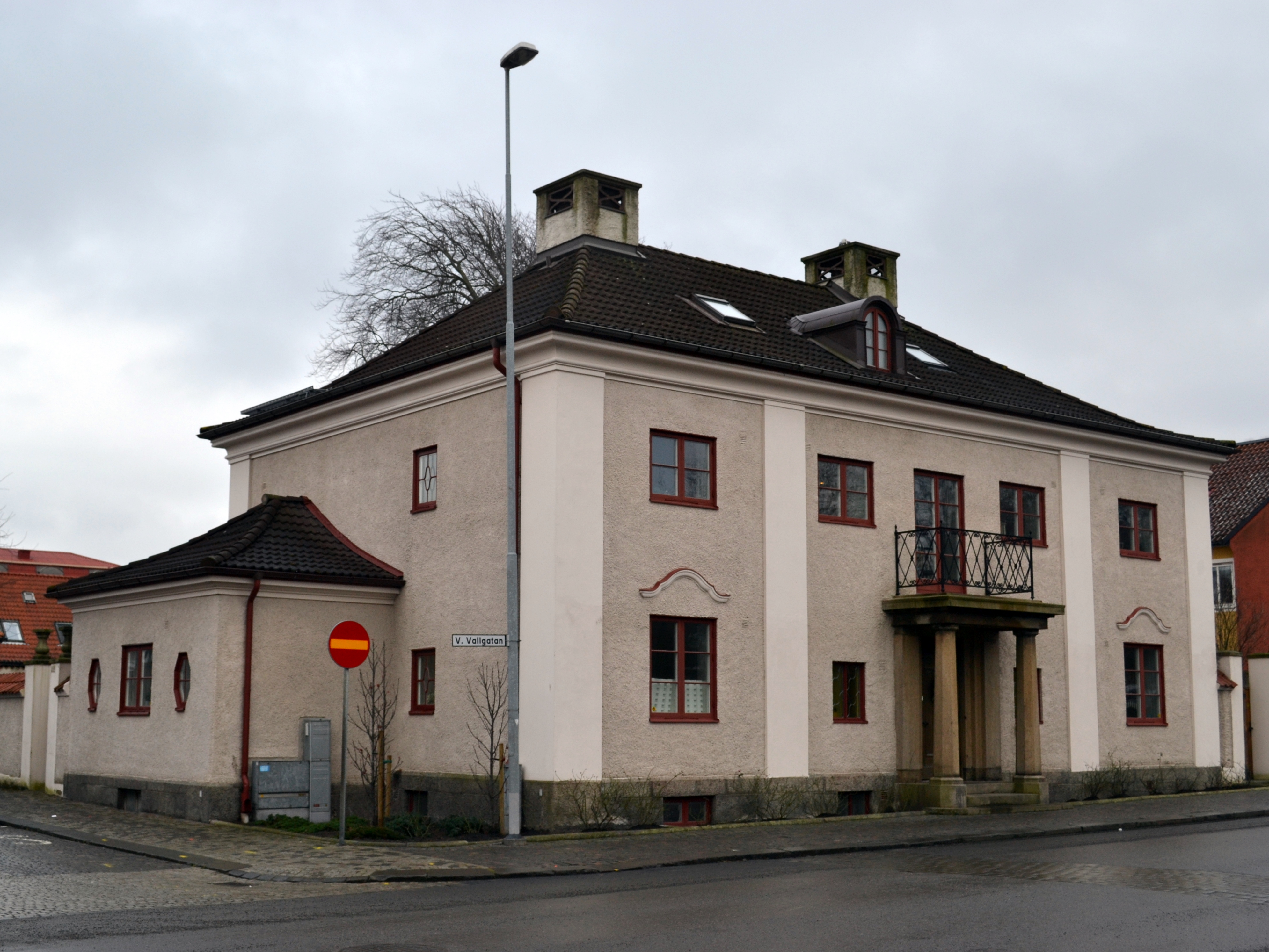
Före detta hantverksföreningens restaurang i Varberg.

Västra Vallgatan 53 är adressen till en fastighet i kvarteret Magistern i Varberg, Sverige.
Huset ritades 1917 av arkitekten Ernst Torulf och stod klart 1918. Byggherre var direktören Claes Andersson, Göteborg. Den symmetriska och ljusa byggnaden är ett tidigt exempel på tjugotalsklassicismen. Vid porten finns två doriska pelare i sten och ovanpå dem liten balkong med räcke av smidesjärn.
Direktör Andersson sålde senare fastigheten till en konsul Englund. På 1930-talet förvärvades den av Hantverksföreningen. 1939 öppnades Hantverksföreningens restaurang, som fanns i huset fram till augusti 2005.